# Internationale Kurzfilmtage Oberhausen 2009

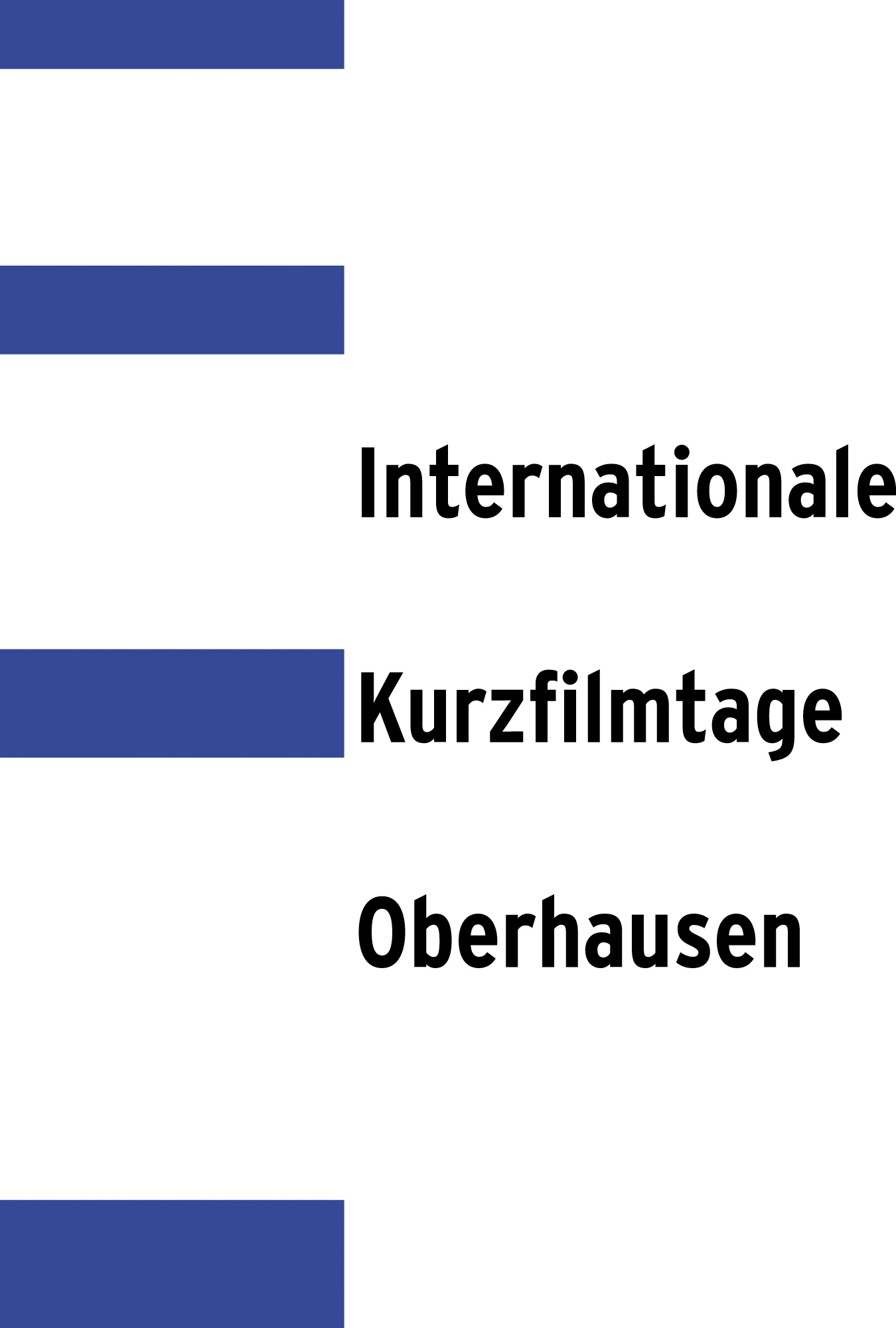
Logo

Der Regisseur Jörg Wagner

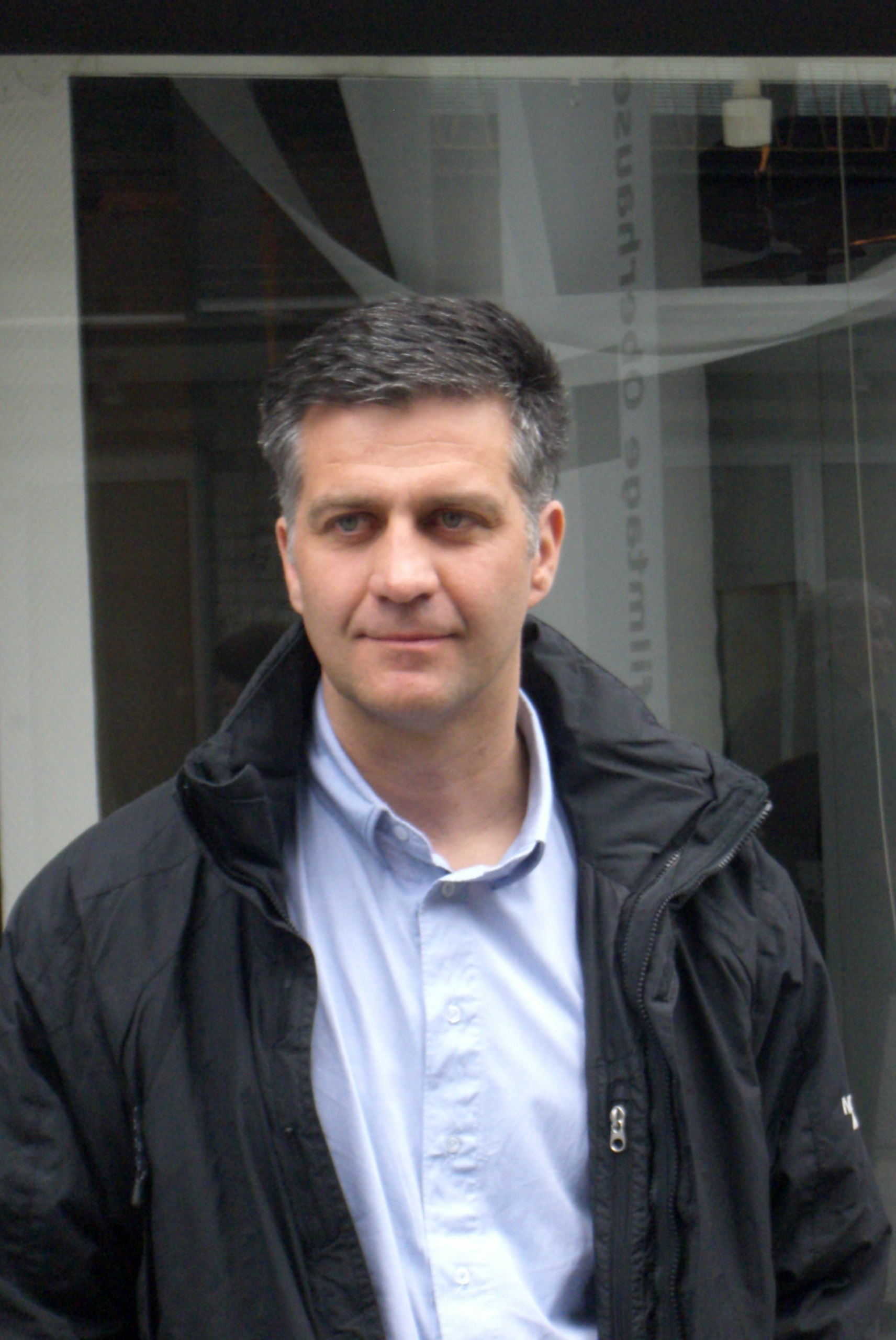
Der Regisseur und Drehbuchautor Romuald Karmakar

Die 55. Internationalen Kurzfilmtage Oberhausen 2009 fanden vom 30. April bis zum 5. Mai in der Oberhausener Lichtburg statt. Das Thema Unreal Asia wurde kuratiert von Gridthiya Gaweewong und David Teh. Profile behandelten Matsumoto Toshio, Sarajevo Documentary School, Nicolás Echevarría, Factory of Found Clothes und Herbert Fritsch. 

## Preisträger: Internationaler Wettbewerb

### Internationale Jury

#### Großer Preis der Stadt Oberhausen
A Letter to Uncle Boonmee, Apichatpong Weerasethakul (Thailand)

#### Hauptpreis
zwei Hauptpreise
Ketamin – Hinter dem Licht, Carsten Aschmann (Deutschland)
True Story, Robert Frank (Vereinigte Staaten)

#### ARTE-Preis für einen europäischen Kurzfilm
Bernadette, Duncan Campbell (Vereinigtes Königreich)

#### Lobende Erwähnung
Nora, Alla Kovgan und David Hinton (Vereinigte Staaten)

### Jury desMinisterpräsidenten des Landes NRW

#### Preis
A Letter to Uncle Boonmee, Apichatpong Weerasethakul (Thailand)

#### Lobende Erwähnung
Elefantenhaut, Severin Fiala und Ulrike Putzer (Österreich)

### FIPRESCI-Jury

#### Preis
Bernadette, Duncan Campbell (Vereinigtes Königreich)

### Ökumenische Jury

#### Preis
Elefantenhaut, Severin Fiala und Ulrike Putzer (Österreich)

#### Lobende Erwähnung
The Conservatory, Matilda Tristram (Vereinigtes Königreich)

### Kinojury

#### Preis
Die zwei besten Filme unter zehn Minuten im Internationalen und Deutschen Wettbewerb
Prrrride, Sirah Foighel Brutmann und Eitan Efrat (Niederlande/Israel)

#### Lobende Erwähnung
Booo, Alicja Jaworski (Schweden)

### Internationale Kurzfilmtage Oberhausen

#### Preis
Burning Palace, Mara Mattuschka (Österreich)

## Preisträger: Deutscher Wettbewerb

### Jury des Deutschen Wettbewerbs

#### Preis für den besten Beitrag
ex aequo
n.n., Michel Klöfkorn
Please Say Something, David O’Reilly

#### 3sat-Förderpreis
Rebeca, Gonzalo H. Rodríguez

### Kinojury

#### Preis
Die zwei besten Filme unter zehn Minuten im Internationalen und Deutschen Wettbewerb
Murphy, Bjørn Melhus

## Preisträger:NRW-Wettbewerb

### Erster Preis
A Taste of Honey, Simon Rittmeier

### Zweiter Preis
Dial M for Mother, Eli Cortiñas Hidalgo

### Lobende Erwähnung
Luft, Natalia Stürz

## Preisträger: Kinder- und Jugendfilm-Wettbewerb

### Kinderjury

#### Preis
Adriaan: Een Kist voor Stippie, Mischa Kamp (Niederlande)

#### Lobende Erwähnung
The Problem with Pets, Catriona Craig (Vereinigtes Königreich)

### Jugendjury

#### Preis
Ralph, Alex Winckler (Vereinigtes Königreich)

#### Lobende Erwähnung
Varde, Hanne Larsen (Norwegen)

## Preisträger: 11. MuVi-Preis für das beste deutsche Musikvideo

### 1. Preis
Pasajeros peregrinos pilotos (Porter Ricks), Thomas Köner

### 2. Preis
Egodyston (Groenland Orchester), Xenia Lesniewski

### 3. Preis
Graf (Lithops), Karl Kliem

### MuVi-Online-Publikumspreis
Zum König geboren (Marteria), Daniel Franke und Martin W. Maier

## Weitere Filme des Festivals
- Medley, Jens Pecho (Deutschland)